# Danis caelinus
Danis caelinus är en fjärilsart som beskrevs av Grose-smith. Danis caelinus ingår i släktet Danis och familjen juvelvingar. Inga underarter finns listade i Catalogue of Life.